# رينيل هوناتان
رينيل هوناتان مواليد 3 نوفمبر 1978 في باكولود، الفلبين، هو لاعب كرة سلة فلبيني. بدأ مسيرته الاحترافية في سنة 1998. يلعب مع ميرالكو بولتز في الرابطة الفلبينية لكرة السلة كلاعب وسط. يحمل الرقم 21.

## المسيرة الاحترافية
لعب مع باوريد تايغرز من سنة 2003 إلى 2005، ثم لعب مع ألاسكا أيسز من سنة 2005 إلى 2011، ثم لعب مع ميرالكو بولتز في سنة 2011.